# 若阿尼·佩罗内
若阿尼·佩罗内（法語：Joanni Perronet，1877年10月19日—1950年4月1日），法国男子击剑运动员。他曾代表法国参加1896年夏季奥林匹克运动会击剑比赛，获得男子花剑大师赛银牌。